# Claes Zeime
Claes Albert Zeime, född 20 april 1923 i Lyby i Skåne, död 15 februari 1998 i S:t Görans församling i Stockholm, var en svensk jurist. Han är mest ihågkommen som förundersökningsledare i Palmeutredningen från kring sommaren 1986 till februari 1987.

## Biografi
Zeime tog juristexamen vid Lunds universitet 1950 och genomgick tingstjänstgöring i Marks domsaga. 1958–1960 var Zeime sekreterare i polisverksamhetsutredningen och var sakkunnig i justitiedepartementet 1960–1964. Han blev därefter chef för tillsynsbyrån vid riksåklagarens kansli 1967. Innan detta hade han dock hunnit arbeta som åklagare i Stockholm, Västerås och Gävle. Åren 1979–1987 var han överåklagare i Stockholm. 1970–1976 var Zeime ledamot av åtalsrättskommittén och 1974–1976 expert i häktningsutredningen. Zeime blev under sommaren 1986 förundersökningsledare i Palmeutredningen och efterträdde därmed K.G. Svensson i den rollen. Zeime avgick från denna post i februari 1987 och var då en av dem som kraftigast kritiserade länspolismästare Hans Holmérs arbete i Palmeutredningen.
Zeime är gravsatt i minneslunden på Norra begravningsplatsen utanför Stockholm.